# Cities: Skylines - After Dark
Cities: Skylines - After Dark är en expansion till datorspelet Cities: Skylines som släpptes 10 mars 2015. Expansionen släpptes 24 september 2015 till Windows, OS X och Linux . After Dark lägger till nattliv för invånarna i användarens stad, fängelser, specialisering för distrikt och fler transportalternativ. 

## Tillägg
Cities: Skylines - After Dark lägger till följande. 
- Fritids- och turistspecialisering för distrikt.
- Fängelser & fångtransport.
- Taxibilar och taxi-parkeringar.
- Fraktcentral (frakthamn som tillåter godståg till hamnen).
- Internationell flygplats.
- Buss-terminal & bussfiler.
- Cyklar & cykelfiler.